# Jack Mower
Jack Mower (5 de setembro de 1890 - 6 de janeiro de 1965) foi um ator e produtor cinematográfico estadunidense que iniciou sua carreira na era do cinema mudo, continuando a atuar através do cinema sonoro, até os anos 1960, alcançando a era da televisão. Entre 1914 e 1962, atuou em 597 e produziu 7 filmes. Grande parte de seu trabalho foi em papéis secundários, muitas vezes não-creditados.

## Biografia
Nasceu Benjamin Allen Mower em Honolulu, Hawaii. Seu primeiro filme foi o curta-metragem The Return of Jack Bellew, em 1914, pelo Vitagraph Studios, ao lado de Jane Novak. Inicialmente atuou em vários filmes da Vitagraph, depois atuou em outras companhias, como a American Film Company e Astra Film Corporation. Na Astra Film fez seu primeiro seriado, The Third Eye, em 1920. Trabalhou para vários estúdios, entre eles Mascot Pictures, Paramount Pictures, Universal Pictures e Warner Bros., e em grande parte fazia papéis secundários, muitos não-creditados. A partir dos anos 1930 e 1940, passou a atuar em papéis não-creditados em filmes importantes da Warner Bros., tais como Sergeant York (1941) e The Maltese Falcon (1941), em que fez pequenas participações. Atuou em várias séries para a televisão, tais como Cheyenne e Maverick, nos anos 1950. Seu último filme foi Critic's Choice, lançado em 13 de abril de 1963.

## Vida pessoal e morte
Segundo Find a Grave, Mower foi casado 5 vezes. Mower faleceu aos 74 anos em Hollywood, Califórnia, e está sepultado no Glen Haven Memorial Park.

## Filmografia parcial
- The Return of Jack Bellew (1914)
- The Worthier Man (1915)
- A Squared Account (1916)
- The Butterfly Girl (1917)
- The Primitive Woman (1918)
- The Millionaire Pirate (1919)
- The Third Eye (1920)
- The Tiger Band (1920)
- With Stanley in Africa (1922)
- Saturday Night (1922)
- Manslaughter (1922)
- The Shock (1923)

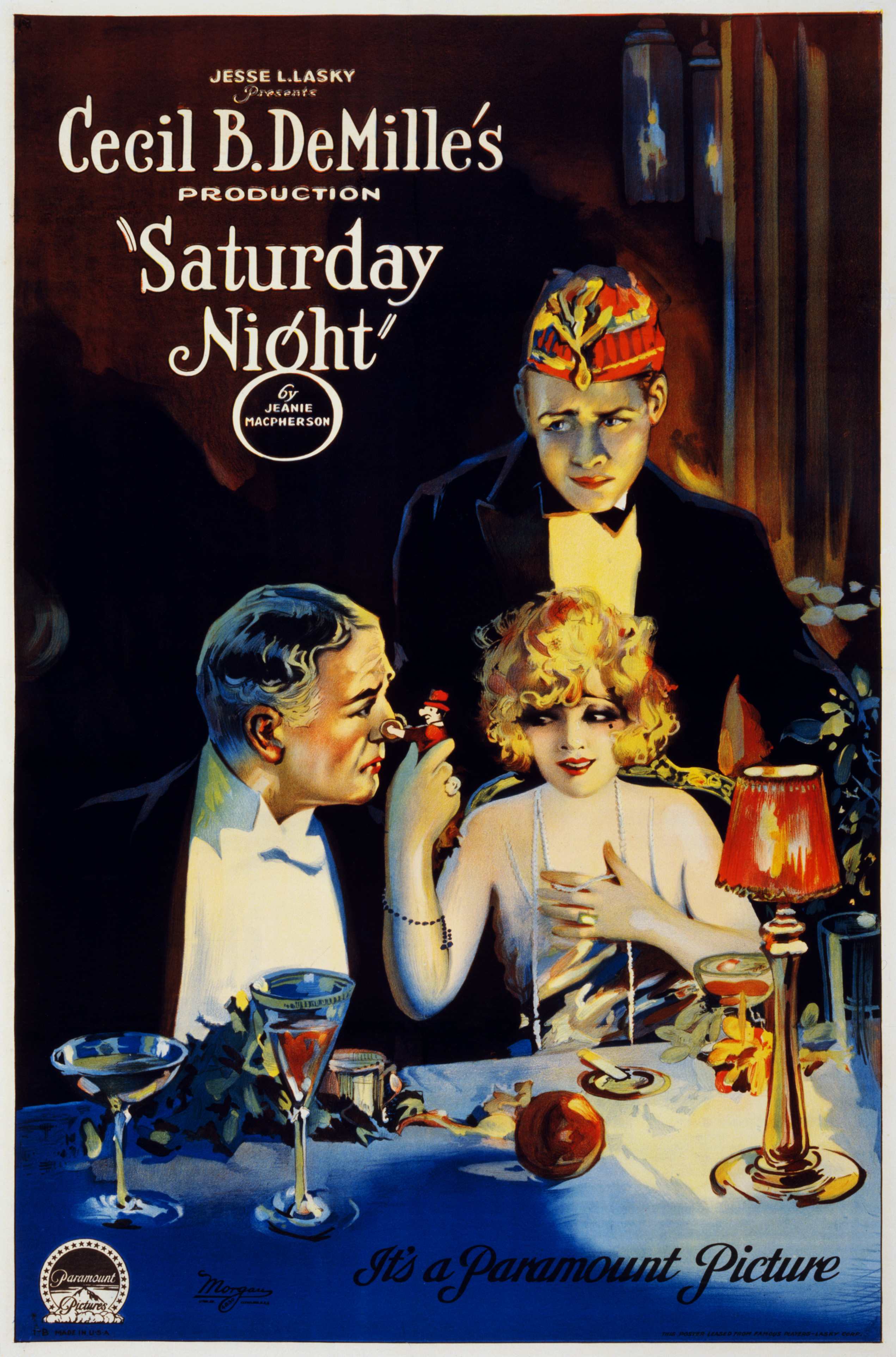
Jack Mower ao lado de Leatrice Joy e Conrad Nagel em uma cena de Saturday Night (1922)

- In the Days of Daniel Boone (1923)
- Ten Scars Make a Man (1924)
- Perils of the Wild (1925)
- The Radio Detective (1926)
- Officer 444 (1926)
- The Trail of the Tiger (1927)
- Uncle Tom's Cabin (1927)
- Pirates of the Pines (1928)
- Anne Against the World (1929)
- The Sign of the Wolf (1931)
- Bad Company (1931)
- The Devil Horse (1932)
- The Lone Trail (1932)
- The Phantom Express (1932)
- Fighting with Kit Carson (1933)
- The Perils of Pauline (1933)
- The Mystery Squadron (1933)
- Tailspin Tommy (1934)
- Now I'll Tell (1934, não-creditado)
- The Woman in Red (1935)
- The Miracle Rider (1935)
- The New Adventures of Tarzan (1935)
- Dante's Inferno (1935)
- Mr. Deeds Goes to Town (1936)
- Hollywood Boulevard (1936)
- Palm Springs (off screen credit) (1936)
- Kid Galahad (1937)
- Penrod and Sam (1937)
- The Invisible Menace (1938)
- Angels with Dirty Faces (1938)
- Dark Victory (1939)
- The Roaring Twenties (1939)
- Dodge City (filme) (1939, não creditado)
- Virginia City (1940)
- Santa Fe Trail (1940)
- One Foot in Heaven (1941)
- Footsteps in the Dark (1941)
- The Strawberry Blonde (1941)
- Affectionately Yours (1941)
- Meet John Doe (1941)
- Sergeant York (1941)
- The Maltese Falcon (1941)
- They Died with Their Boots On (1941)
- Kings Row (1942)
- The Man Who Came to Dinner (1942)
- Yankee Doodle Dandy (1942)
- Gentleman Jim (1942)
- Watch on the Rhine (1943)
- Destination Tokyo (1943)
- Mr. Skeffington (1944)
- Mildred Pierce (1945)
- Night and Day (1946)
- Possessed (1947)
- The Fountainhead (1949)
- Montana (1950)
- The Enforcer (1951)
- The Man from the Alamo (1953)
- A Star Is Born (1954) (1954)
- The Long Gray Line (1955)
- Prince of Players (1955)
- Critic's Choice (1963)